# بورتسوناسکا
بورتسوناسکا (به ایتالیایی: Borzonasca) یک کومونه در ایتالیا است که در استان جنوا واقع شده‌است.

## خصوصیات
بورتسوناسکا ۷۹ کیلومترمربع مساحت و ۲٬۰۶۷ نفر جمعیت دارد و ۱۶۷ متر بالاتر از سطح دریا واقع شده‌است.